# Несса Девіл
Ніко́ла Їра́скова (чеськ. Nikola Jirásková); нар. 9 грудня 1988 року, Острава, Чехословаччина), відома як Не́сса Де́віл (англ. Nessa Devil) — чеська порноакторка.

## Життєпис
Вперше з'явилась у кастингах П'єра Вудмана, з порностудією якого підписала контракт у 2007 році у віці 18 років.
Іспанська преса зазначила Нессу як нову порнозірку.